# Крумовград (община)
Крумовград (болг. Община Крумовград) — община в Болгарії. Входить до складу Кирджалийської області. Населення общини станом на 15 грудня 2008 року становило 20 908 осіб, до того ж в найбільшому населеному пункті общини, місті Крумовград, в цей же час проживало 5568 осіб.
Адміністративний центр — місто Крумовград, розташоване в 310 км до південного-сходу від Софії і в 46 км від обласного центру — міста Криджалі. Найближчий прикордонний контрольно-пропускний пункт на автодорозі — Капітан-Андрієво — на відстані 130 км від міста та у 310 км до сходу знаходиться найближчий морський порт і прикордонний контрольно-пропускний пункт в Бургасі, найближча велика залізнодорожня станція і залізнодорожний вокзал знаходяться на відстані 32 км в Момчилграді, а найближчий прикордонний пропускний пункт — Маказа на відстані 40 км від Крумовграда і 18 км від західного кордону общини.
Площа території общини — 843,32 км², що складає 26 % від території Кирджалійської області і 0,75 % від всієї площі країни.
Кмет (мер) общини Крумовград — Себихан Керим Мехмед (Рух за права і свободи (ДПС)) за результатами виборів 2007 року.

## Склад общини
В склад общини входять такі населені пункти:
| - Аврен - Багрилци - Бараци - Благун - Бойник - Бряговець - Бук - Вранско - Голям-Девесил - Голяма-Чинка - Голямо-Каменяне - Горна-Кула - Горні-Юруці - Гривка - Гулійка - Гулія - Девесилиця - Девесилово - Джанка - Доборско - Долна-Кула - Долні-Юруці - Диждовник - Егрек - Єдрино - Звинарка - Зиморниця - Златолист (Кирджалійська область) - Калайджієво - Каменка - Кандилка - Качулка - Ковил - Кожухарці - Котлари - Красино - Крумовград - Киклиця - Лештарка - Лімец | - Луличка - Малка-Чинка - Малко-Каменяне - Малик-Девесил - Метлика - Морянци - Овчари - Орешари - Падало - Пашинці - Пелин - Перуника - Подрумче - Полковник-Желязово - Поточарка - Поточница - Раличево - Рибино - Рогач - Ручей - Самовила - Сбор - Синигер - Скалак - Сладкодум - Сливарка - Стари-Чал - Стражец - Странджево - Студен-Кладенец - Сирнак - Тинтява - Токачка - Тополка - Хисар - Храстово - Чал - Черничево - Чернооки |